# Jean-Nicolas Buache
Pour les articles homonymes, voir Buache.
Jean-Nicolas Buache, dit aussi Buache de La Neuville, né à La Neuville-au-Pont le 15 février 1741 et mort à Paris le 21 novembre 1825, est un géographe français.

## Biographie
Directeur du Dépôt des cartes de la Marine, il est le dernier à porter le titre de « premier géographe du roi ». Élu membre de l'Académie des sciences en 1770, il est chargé par Louis XVI de dresser en 1788 les cartes des bailliages du royaume de France. Il est l'auteur de nombreux mémoires, dont les Mémoires sur les découvertes à faire dans le Grand Océan (1797-1798) où il identifie la découverte en 1777 de James Cook de l'île Christmas à Acea (découverte en 1537). Il a été enseignant à l'Ecole normale et membre du Bureau des longitudes.
Décédant au 18 de la rue Guénégaud, il est inhumé au cimetière du Père-Lachaise (21e division),, à Paris. Jean-Nicolas Buache est le neveu de Philippe Buache, également géographe du roi.